# Dongfeng BOX
A Dongfeng BOX egy akkumulátoros elektromos kisautótípus, amelyet a Dongfeng Motor Corporation gyárt 2024-től.

## Története
A Dongfeng BOX-ot 2023 augusztusában mutatták be. A gyártás 2024 januárjában indult.
Az európai értékesítést 2024 júniusában jelentették be. Az európai értékesítés elsőként Svájcban és Norvégiában kezdődött. Magyarországon 2024 novemberétől árusítják. Európában csak a nagyobb akkumulátorral szerelt változatot árusítják. Az autót Európában Dongfeng BOX néven kerül árusítják, míg Kínában Nammi 01 néven árulják. Európában a Dongfeng a Voyah márkájának értékesítési struktúráját használja.

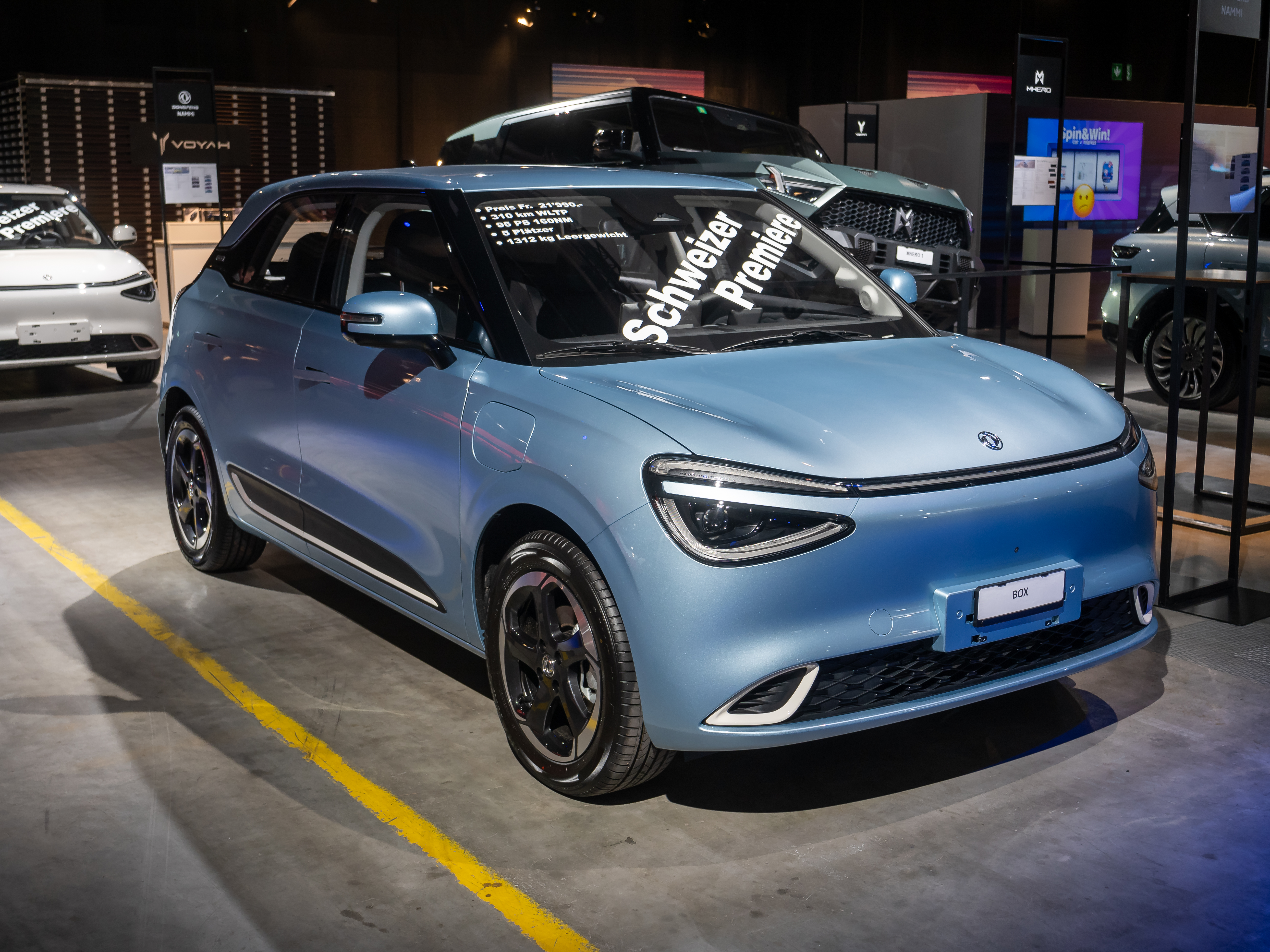
Elölnézetből
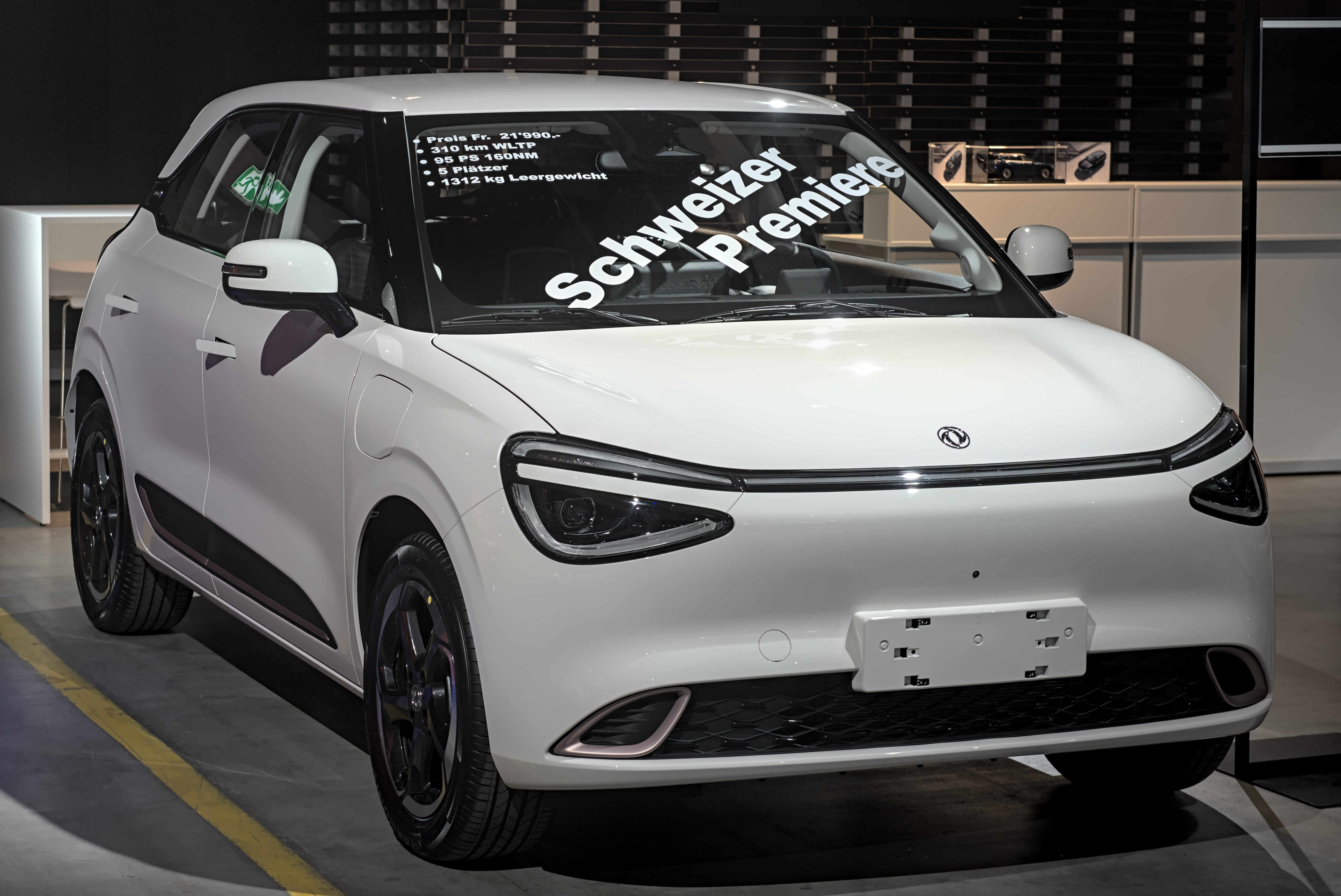
Hátulnézetből
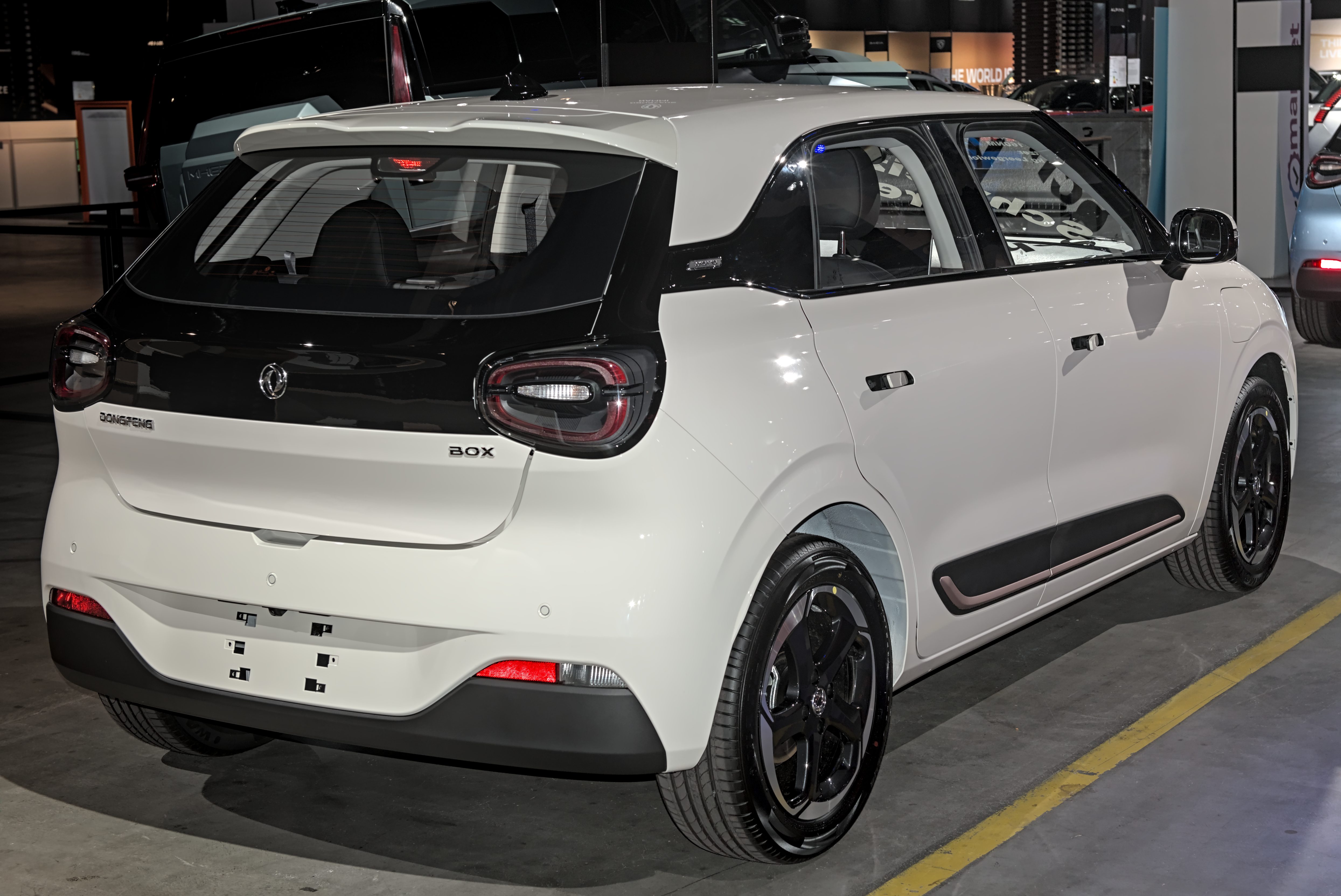
Hátulnézetből
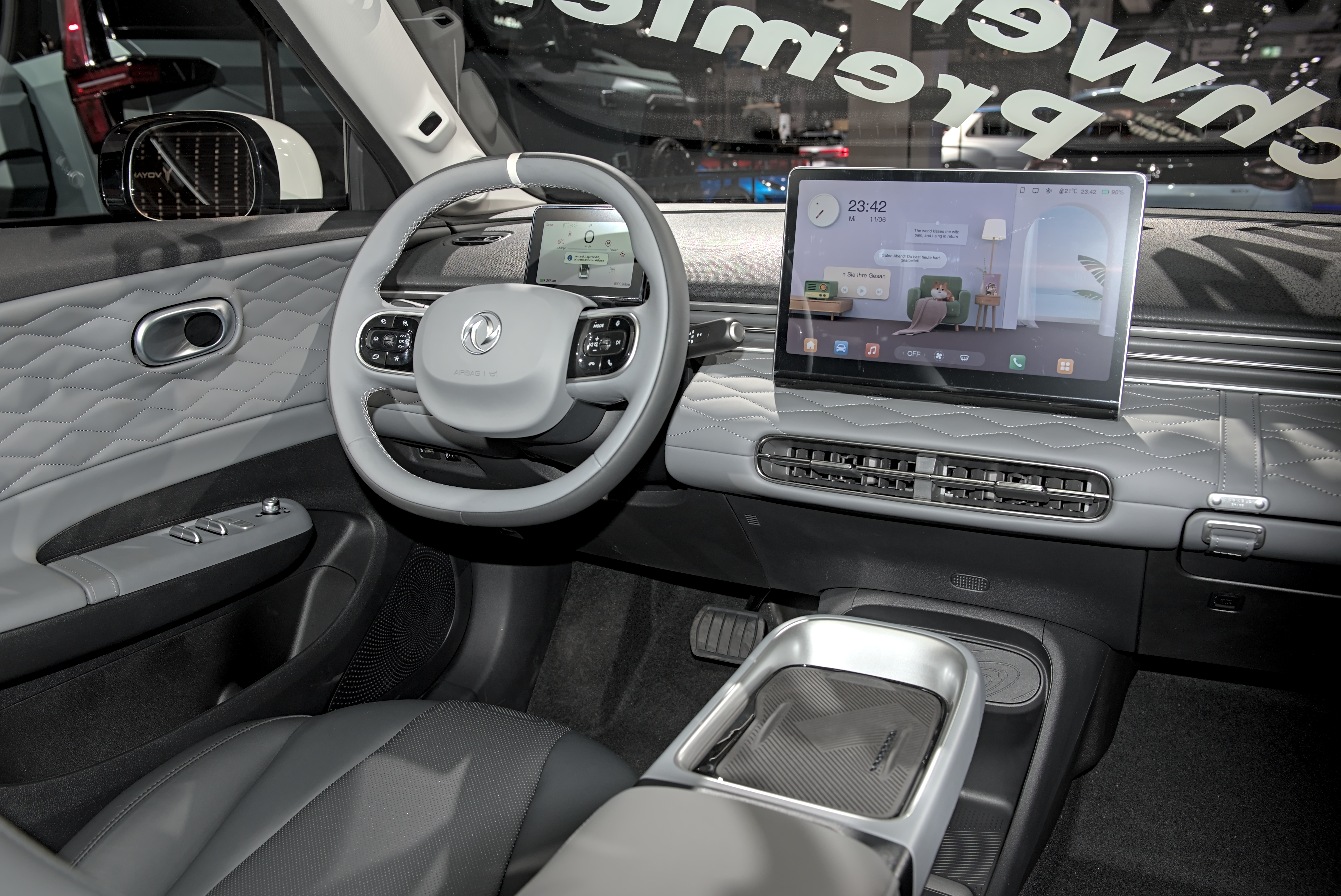
A Dongfeng BOX belső tere

## Technológia
A hossza 4,03 méter, míg a tengelytávja 2,66 méter. A Dongfeng BOX egy kisautó. Két különböző lítium-vas-foszfát elemmel gyártják. A nagyobb akkumulátor kapacitása 42,3 kWh, (hatótávolsága 430 km), míg a kisebbé 31,5 kWh (hatótávolsága 330 km). Mindkét változatnál állandó mágneses szinkronmotor van az első tengelyen, 70 kW teljesítménnyel és 160 Nm nyomatékkal. Európában ugyanakkor csak a nagyobb akkumulátorral árusítják.
A csomagtartó térfogata 326 liter, amely 945 literre bővíthető a hátsó ülések lehajtásával.

## Fordítás
Ez a szócikk részben vagy egészben  a   Dongfeng Nammi Box című német Wikipédia-szócikk ezen változatának fordításán alapul.  Az eredeti cikk szerkesztőit annak laptörténete sorolja fel. Ez a jelzés csupán a megfogalmazás eredetét és a szerzői jogokat jelzi, nem szolgál a cikkben szereplő információk forrásmegjelöléseként.